# Cal Manuelet (Golmés)
Cal Manuelet és una obra de Golmés (Pla d'Urgell) inclosa a l'Inventari del Patrimoni Arquitectònic de Catalunya.

## Descripció
Casa situada en el barri antic de Golmés en la seva llinda es representa un poble dalt d'un turó (possiblement Golmés) vorejat per una orla amb motius vegetals molt vius. Entremig es veu la data de la construcció de l'edifici (1766).

## Història
Cal Manuelet és una de les primeres cases de la vila, tal com ens indica la data de la llinda.